# Степное (Лозовской район)
Степно́е (укр. Степове; до 2016 г. — Сове́тское либо Радя́нское) — село, Комсомольский сельский совет, Лозовской район, Харьковская область, Украина.
Код КОАТУУ — 6323982005. Население по переписи 2001 года составляло 260 (127/133 м/ж) человек.

## Географическое положение
Село находится между сёлами Петропо́лье и Страстно́е (3,5 км).
По селу протекает пересыхающий ручей с запрудой.
Рядом проходит железная дорога, ближайшая станция — Страстно́й в 4,5 км.

## История
- 1930 — дата именования хутора селом.
- Село в 1930-х годах было названо в честь советской власти.
- февраль 2016 — название Советское (Радянское) было «декоммунизировано»[7][8] и село переименовано в Степное[1][2][3][4][5]  (укр. Степове).

## Экономика
- При СССР в селе была молочно-товарная ферма (МТФ).